# Linux Mint
A Linux Mint egy asztali számítógépekre szánt Linux-disztribúció. Egyik ágán – mely egyszerűbben kezelhető és kevesebb szakértelmet igényel, – Ubuntu alapú, és azzal kompatibilis is, továbbá vele azonos csomagtárolókat használ. Míg legbelül Ubuntu alapú, addig az asztal, és a felhasználói felület területén különbözik tőle, mivel a felhasználói élményt célzott tökéletesíteni. Ezt leginkább úgy próbálja elérni, hogy kifinomultabb asztali témát használ, továbbá az egyedi Linux Mint Menüt, valamint a MintSoftware-t, ami olyan rendszereszközök gyűjteménye, melyeket arra terveztek, hogy a rendszer menedzsmentet, és adminisztrációt megkönnyítse a végfelhasználók számára. Ez az ág Cinnamon, MATE és Xfce felületekkel érhető el. A KDE asztali környezet a Linux Mint 19-es verziójától már nem érhető el, de a tárolókban továbbra is megtalálható, így kézzel telepíthető marad.
Másik ágon Debian (testing) alapú, azzal kompatibilis, ellenben több szakértelmet igényel és kevésbé felhasználóbarát. Az Ubuntuval, vagy az Ubuntu alapú Linux Mint verziókkal nem kompatibilis, viszont folyamatosan frissül (semi-rolling), nincsenek verziói, csak frissítőcsomagjai.
Másik jellemzője, hogy mivel európai fejlesztésű (ír), a szoftver szabadalmakkal nem sokat foglalkozik és a medibuntu csomagtároló elérhető volt telepítés után, továbbá sok korlátozott szoftvercsomag (codec-ek, flash lejátszó stb.) hozzá tartozik az alapkonfigurációhoz.

## MintSoftware
A Linux Mint saját szoftvergarnitúrával is rendelkezik, ami a felhasználói élmény megkönnyítésének céljából készült.
- MintUpdate: kimondottan Minthez fejlesztett Frissítéskezelő, melyet az Ubuntu Frissítéskezelőjével kapcsolatos bizonytalanság miatt fejlesztettek ki. A MintUpdate a frissítéshez egy (1-től 5-ig számozott) biztonsági szintet társít, a frissítés stabilsága, és fontossága alapján.
- Mint4win: lehetővé teszi, hogy a windows rendszerterületen belülre telepítsük fel a Linux Mint-et kipróbálási céllal. Előnye a lemezről futtatott rendszerrel szemben, hogy sokkal gyorsabb a működése, minden változás elmentődik, így programok telepíthetőek, frissíthetőek benne. Hátránya a legfeljebb 30GB-os tárterület, a külön partícióra telepített verziónál viszont alig lassabb. S ha már nincs többé szükségünk rá, a windows programok közül egyszerűen eltávolíthatjuk. Ez a program csak a Cinnamon és MATE verziók korábbi kiadásainál érhető el, az aktuális (Linux Mint 16) lemezképeinek méretét nem támogatja.
- Driver Manager: a számítógép komponenseihez kereshetünk és telepíthetünk vezérlőket. A software-properties-gtk -hoz hasonlóan működik, de felhasználóbarátabb külsőt kapott, így könnyebben használható.
- Software Sources: egyszerűen áttekinthetővé és testreszabhatóvá teszi a telepítési forrásokat, ahonnan az operációs rendszer és programjai frissülnek.
- Control Center (Cinnamon): a rendszer összes paraméterét és beállítását tartalmazó rész.
- Spices Management (Cinnamon): a felhasználói felület egyszerűbb testreszabhatóságát szolgálja, amivel például közvetlenül letölthetünk és telepíthetünk témákat, kisalkalmazásokat.
- MintInstall
- MintDesktop
- MintConfig
- MintAssistant
- MintUpload
- MintMenu: programindító menü, melyből a programoktól kezdve a rendszerbeállítások nagy részéig minden elérhető, ahol akár kereshetünk is elemekre, hogy gyorsabban elérjünk 1-1 menüpontot. A kialakítása felhasználói felületenként eltérő.

## Mint és Ubuntu
A különböző kiadások női neveket kapnak, az ABC betűi szerint, a 4.0 például a Daryna nevet viseli. A Mint végleges kiadása a Cinnamon, MATE és Xfce asztali környezettel az aktuális Ubuntu megjelenése után kb. 1 hónappal készülnek el.
| Verzió (Kódnév) | Ubuntu verzió                      | Kiadási dátum | Támogatás megszűnte |
| --------------- | ---------------------------------- | ------------- | ------------------- |
| 1.0 beta (Ada)  | Kubuntu 6.06 (Dapper Drake)        | 2006-08-27    | n.a.                |
| 2.0 (Barbara)   | Ubuntu 6.10 (Edgy Eft)             | 2006-11-13    | 2008-04             |
| 2.1 (Bea)       | Ubuntu 6.10 (Edgy Eft)             | 2006-12-20    | 2008-04             |
| 2.2 (Bianca)    | Ubuntu 6.10 (Edgy Eft)             | 2007-02-20    | 2008-04             |
| 3.0 (Cassandra) | Ubuntu 7.04 (Feisty Fawn)          | 2007-05-30    | 2008-10             |
| 3.1 (Celena)    | Ubuntu 7.04 (Feisty Fawn)          | 2007-09-24    | 2008-10             |
| 4.0 (Daryna)    | Ubuntu 7.10 (Gutsy Gibbon)         | 2007-10-15    | 2009-04             |
| 5 (Elyssa)      | Ubuntu 8.04 (Hardy Heron)          | 2008-06-08    | 2011-04             |
| 6 (Felicia)     | Ubuntu 8.10 (Intrepid Ibex)        | 2008-12-15    | 2010-04             |
| 7 (Gloria)      | Ubuntu 9.04 (Jaunty Jackalope)     | 2009-05-26    | 2010-10             |
| 8 (Helena)      | Ubuntu 9.10 (Karmic Koala)         | 2009-11-28    | 2011-04             |
| 9 (Isadora)     | Ubuntu 10.04 (Lucid Lynx)          | 2010-05-18    | 2013-04             |
| 10 (Julia)      | Ubuntu 10.10 (Maverick Meerkat)    | 2010-11-12    | 2012-04             |
| 11 (Katya)      | Ubuntu 11.04 (Natty Narwhal)       | 2011-05-26    | 2012-10             |
| 12 (Lisa)       | Ubuntu 11.10 (Oneiric Ocelot)      | 2011-11-26    | 2013-04             |
| 13 (Maya)       | Ubuntu 12.04 (Precise Pangolin)    | 2012-05-23    | 2017-04             |
| 14 (Nadia)      | Ubuntu 12.10 (Quantal Quetzal)     | 2012-11-20    | 2014-05             |
| 15 (Olivia)     | Ubuntu 13.04 (Raring Ringtail)     | 2013-05-29    | 2014-01             |
| 16 (Petra)      | Ubuntu 13.10 (Saucy Salamander)    | 2013-11-30    | 2014-07             |
| 17 (Qiana) LTS  | Ubuntu 14.04 (Trusty Tahr)         | 2014-05-31    | 2019-04             |
| 17.1 (Rebecca)  | Ubuntu 14.04 (Trusty Tahr)         | 2014-11-29    | 2019-04             |
| 17.2 (Rafaela)  | Ubuntu 14.04 (Trusty Tahr)         | 2015-06-30    | 2019-04             |
| 17.3 (Rosa)     | Ubuntu 14.04 (Trusty Tahr)         | 2015-12-04    | 2019-04             |
| 18 (Sarah)      | Ubuntu 16.04 (Xenial Xerus)        | 2016-06-30    | 2021-04             |
| 18.1 (Serena)   | Ubuntu 16.04 (Xenial Xerus)        | 2016-12-16    | 2021-04             |
| 18.2 (Sonya)    | Ubuntu 16.04 (Xenial Xerus)        | 2017-07-02    | 2021-04             |
| 18.3 (Sylvia)   | Ubuntu 16.04 (Xenial Xerus)        | 2017-11-27    | 2021-04             |
| 19 (Tara)       | Ubuntu 18.04 LTS (Bionic Beaver)   | 2018-06-29    | 2023-04             |
| 19.1 (Tessa)    | Ubuntu 18.04 LTS (Bionic Beaver)   | 2018-12-19    | 2023-04             |
| 19.2 (Tina)     | Ubuntu 18.04 LTS (Bionic Beaver)   | 2019-08-02    | 2023-04             |
| 19.3 (Tricia)   | Ubuntu 18.04 LTS (Bionic Beaver)   | 2019-12-18    | 2023-04             |
| 20 (Ulyana)     | Ubuntu 20.04 LTS (Focal Fossa)     | 2020-06-27    | 2025-04             |
| 20.1 (Ulyssa)   | Ubuntu 20.04 LTS (Focal Fossa)     | 2021-01-08    | 2025-04             |
| 20.2 (Uma)      | Ubuntu 20.04 LTS (Focal Fossa)     | 2021-07-08    | 2025-04             |
| 20.3 (Una)      | Ubuntu 20.04 LTS (Focal Fossa)     | 2022-01-07    | 2025-04             |
| 21 (Vanessa)    | Ubuntu 22.04 LTS (Jammy Jellyfish) | 2022-07-31    | 2027-04             |
| 21.1 (Vera)     | Ubuntu 22.04 LTS (Jammy Jellyfish) | 2022-12-20    | 2027-04             |
| 21.2 (Victoria) | Ubuntu 22.04 LTS (Jammy Jellyfish) | 2023-07-16    | 2027-04             |
| 21.3 (Virginia) | Ubuntu 22.04 LTS (Jammy Jellyfish) | 2024-01-12    | 2027-04             |
| 22 (Wilma)      | Ubuntu 24.04 LTS (Noble Numbat)    | 2024-07-25    | 2029-04             |
| 22.1 (Xia)      | Ubuntu 24.04 LTS (Noble Numbat)    | 2025-01-16    | 2029-04             |
| 22.2 (Zara)     | Ubuntu 24.04 LTS (Noble Numbat)    | TBA           | TBA                 |